# ЗМЗ-406
ЗМЗ-406 е серия от 4-цилиндрови 16-клапанни бензинови автомобилни двигатели с вътрешно горене, произвеждани от ОАО „Заволжки моторни заводи“. Това семейство двигатели е широко използвано в автомобили на автомобилния завод в Горки: Волга 3102, 3110, 31105, Собол и ГАЗел.

## История
Двигателят първоначално се проектира за модерни микропроцесорни двигатели и системи за запалване; по-късно се появяват карбураторни варианти на (инжекционен – ZMZ-4062.10, карбураторни – ZMZ-4061.10 и 4063.10.
За първи път руското двигателостроене са приложени четири клапана на цилиндър, хидравлични тласкачи, двустепенно верижно задвижване на два разпределителни вала, електронно впръскване на горивото и управление на запалването.
Четирицилиндров линеен бензинов двигател с течно охлаждане с контролирано впръскване на гориво. Ред на работа на цилиндрите: 1-3-4-2.
Инжекторният 4062.10 използва бензин с октаново число 92, а по време на изпитанията на ГАЗел е създадена дефорсирана карбураторна версия 4061 за работа с бензин 76 октана, произведен в малки количества.
Електронни модули за управление (ECU) модели МИКАС 5.4, МИКАС-7.1, ИТЭЛМА VS 5.6, СОАТЭ.

## Оценка на проекта
Предимства: простота, надеждност (при своевременно обслужване) и висока ремонтопигодност. На негов база са разработени по-мощните ZMZ-405 и ZMZ-409, както и на дизела ZMZ-514 и неговите модификации.
Недостатъци: често възникват проблеми поради ниското качество, сложността и обемността на газораспределителния механизъм и неговите части (преди всичко, обтегачите на веригите).
Нестабилното качество на отливката и машинната обработка, както и използването на неудачни решения в критични възли (лагерното устройството за опъване, разглобяемия блок-звезда за задвижване на маслената помпа, технологии на прахова металургия, както и архаичния дизайн на буталните пръстени причиняват големи механични загуби, висок разход на гориво и масло, и преждевременни излизане на двигателя от строя.